# 烏爾克 (公司)
烏爾克（土耳其語：Ülker）是土耳其食品和飲料公司，总部位于伊斯坦堡。

## 外部連結
- 官方网站 （土耳其文）